# Zofia Mirska (aktorka)
Zofia Mirska, także Zofia Ewa Szeniec-Mirska, Ewa Mirska (ur. 8 lutego 1919 w Warszawie, zm. 1 listopada 1991 w Skolimowie) – polska aktorka teatralna i filmowa.

## Życiorys
W latach 30. XX wieku występowała w Warszawie w teatrzykach: Stara Banda i Cyrulik Warszawski. Jako aktorka dziecięca występowała również w filmach. Karierę sceniczną kontynuowała w Częstochowie i Stanisławowie, a w 1937 roku ukończyła szkołę baletową.
Po II wojnie światowej powróciła do grania na deskach Państwowego Teatru w Świdnicy (1949). Następnie była członkinią zespołów: Teatru im. Aleksandra Węgierki w Białymstoku (1950-1951), Teatru Ziemi Lubuskiej w Zielonej Górze (1952-1955), Teatru Polskiego w Bielsku-Białej i Cieszynie (1955-1959), Teatrów Dramatycznych w Szczecinie (1959-1970), Teatru im. Wojciecha Bogusławskiego w Kaliszu (1971-1973, 1975-1976) oraz Teatru Nowego w Poznaniu (1973-1974). Występowała również w spektaklach Teatru Telewizji (1970-1979) oraz audycji Teatru Polskiego Radia (1974).
Ostatnie lata życia spędziła w Domu Artystów Weteranów Scen Polskich w Skolimowie. Została pochowana w kwaterze aktorów na miejscowym cmentarzu.

## Filmografia
- Legion ulicy (1932) - Jaśka
- Prokurator Alicja Horn (1933) - Julka Horn, wychowanica Alicji